# Wittumspalais
Het Wittumspalais is een stadspaleis en museum in het Duitse Weimar. Het pand was het weduwenverblijf van Anna Amalia van Brunswijk. Het Wittumspalais werd tussen 1767 en 1769 opgetrokken door Jakob Friedrich von Fritsch naar ontwerp van Johann Gottfried Schlegel. Sinds 1998 staat het met 11 andere sites van Klassiek Weimar op de Unesco-Werelderfgoedlijst.